# Evaluate
Evaluate, född 17 april 2015 i Hanover i Pennsylvania, är en amerikansk varmblodig travhäst. Han ägs och tränas av Stefan Melander och körs oftast av Örjan Kihlström. Hans skötare är Catarina Lundström. Han tränades av Marcus Melander åren 2017–2018.
Evaluate började tävla i september 2017. Han har till september 2019 sprungit in 3,7 miljoner kronor på 31 starter varav 9 segrar, 7 andraplatser och 3 tredjeplatser. Han kom på femteplats i världens största unghästlopp Hambletonian Stakes (2018). Han har även kommit på andraplats i Fyraåringseliten (2019), på tredjeplats i Sprintermästaren (2019) samt på fjärdeplats i Konung Gustaf V:s Pokal (2019).